# Cathédrale de Colle di Val d'Elsa
La cathédrale de Colle di Val d'Elsa est une église catholique romaine de Colle di Val d'Elsa, en Italie. Il s'agit d'une cocathédrale de l'archidiocèse de Sienne-Colle di Val d'Elsa-Montalcino.